# 宇宙赤外線背景放射
宇宙赤外線背景放射（うちゅうせきがいせんはいけいほうしゃ、cosmic infrared background; CIRB）は、銀河系の両極方向で見られる、数十億光年以上の彼方に起源があると思われる赤外線の背景放射である。
放射源はビッグバン直後に生まれた第一世代の恒星によって加熱された星間物質から放射される近赤外線ではないかと考えられている。しかし現在の理論的予測に比べて強度が強いため、その原因について、星間ガスが予測以上に多いためか、宇宙初期に第一世代の星が爆発的に誕生し、多量のエネルギーを放射した後で超新星爆発を起こして消滅してしまったせいか、などの可能性が議論されている。